# Spinnrute
Eine Spinnrute ist eine Variante der Angelrute. Sie ist ausgelegt für das Spinnfischen (Wurfangelei), bei dem ein künstlicher oder auch natürlicher Köder permanent ausgeworfen und wieder eingeholt wird, um mit dem bewegten Köder einen Raubfisch zum Anbiss zu verleiten.

## Ausführung
In heutiger Zeit werden fast alle Spinnruten bis ins Niedrigpreissegment mit einem Blank (Rutenrohling) aus Kunststoff hergestellt, der mit Glas- oder Kohlenstofffasern (GfK, CfK) oder einem Gemisch dieser Fasern verstärkt ist. Einfachste Anfängerruten und einzelne Ruten für Spezialisten werden noch aus GfK hergestellt und einzelne Liebhaberstücke aus gespließtem Bambusrohr. Die Spinnrute wird in sehr unterschiedlichen Arten gebaut, die zudem auch national erheblich variieren können. So bevorzugen Nordamerikaner deutlich kürzere Ruten, während in Deutschland längere verwendet werden. Im deutschen Sprachraum werden Spinnruten üblicherweise nach Wurfgewicht (WG) in etwa folgende Kategorien eingeteilt: ultraleichte Spinnruten mit einem WG von 1 bis 10 g, leichte Spinnruten mit einem WG von 5 bis 30 g, mittlere Spinnruten mit einem WG von 30 bis 60 g, schwere Spinnruten mit einem Wurfgewicht von 50 bis 120 g und ultraschwere Spinnruten mit einem WG von 100 bis 250 g, wobei die Übergänge fließend sind. Die Länge beträgt in der Regel 1,6 bis 3,3 Meter, wobei die deutliche Mehrzahl der in Deutschland verkauften Spinnruten zwischen 2,4 und 3,0 Meter lang sein dürfte.
Generell werden für die Bootsangelei kürzere und für Uferangelei längere Ruten empfohlen. Ausnahmen sind kurze ultraleichte Ruten für das Fischen in kleinen Bächen. Für Multirollen ausgelegte Spinnruten haben eine engere Beringung, damit die oberhalb des Rutenblanks geführte Angelschnur bei durchgebogener Rute im Drill nicht am Blank reibt. Auch verfügen sie oft über einen Triggergriff – einer abzugartigen Fingerstütze im Bereich des Rollenhalters.
In den letzten Jahren hat eine zunehmende Spezialisierung im Spinnfischen stattgefunden, so dass einige Spezialruten mit konstruktiven Besonderheiten auf den Markt gekommen sind: Twister- und Gummifischruten mit sehr harter Spitzenaktion zum Fischen mit Weichplastikködern, sehr kurze Jerkruten zum harten, ruckartigen Führen schwerer Oberflächenköder, kurze Vertikalruten mit kräftiger Spitzenaktion zum senkrechten Fischen unter dem Boot, Dropshotruten mit sehr weicher Rutenspitze zum sogenannten Dropshotfischen und kurze, weiche Castingruten mit parabolischer Aktion, die eigentlich die typische US-amerikanische Spinnrute verkörpern und von Spezialisten gerne zum Fischen mit speziellen Vorfächern wie dem Carolina-Rig und dem Texas-Rig eingesetzt werden.
Die Eigenschaften einer Spinnrute sollten immer nach der Größe des angestrebten Fangs und dem Gewicht des Köders ausgewählt werden. Eine wichtige Eigenschaft, die eine Spinnrute mitbringen muss, ist es, beim Fischen einen bestmöglichen Kontakt zum Köder zu gewährleisten. Außerdem sollte die Rute möglichst leicht und gut ausbalanciert sein, um längere Zeit ermüdungsfrei angeln zu können.
Da für gewöhnlich der Spinnköder immer wieder ausgeworfen und eingeholt wird, ist es wichtig, auf eine qualitativ gute Beringung zu achten, da sonst schnell Verschleißerscheinungen an Schur oder Ringen auftreten können. Derzeit sind auch einfachere Ruten mit Ringen aus Siliziumcarbid (SIC) zu bekommen.